# Strattis von Olynth
Strattis von Olynth war ein antiker griechischer Geschichtsschreiber. Er lebte in frühhellenistischer Zeit (4. Jahrhundert v. Chr.).
Strattis wird nur in dem byzantinischen Lexikon Suda erwähnt, in dem zahlreiche verlorene antike Werke behandelt werden. Der Suda zufolge stammte er aus der griechischen Stadt Olynth, die 348 v. Chr. im Krieg von dem makedonischen König Philipp II., dem Vater Alexanders des Großen, zerstört wurde. Daraus ergibt sich, dass Strattis vor 348 v. Chr. geboren sein muss. Ihm werden drei Werke zugeschrieben: fünf Bücher über die Ephemeriden Alexanders des Großen, ein Werk über Flüsse, Quellen und Seen sowie ein Werk über den Tod Alexanders. Keines dieser Werke ist erhalten. Strattis kann auch ansonsten mit keinem anderen literarischen Fragment gesichert in Verbindung gebracht werden. In der modernen Forschung wurde teils spekuliert, dass ein Papyrusfragment aus seinem Werk zu den Ephemeriden stammen könnte. Diese Zuordnung basiert aber nur auf der Vermutung, dass das Papyrusfragment aus einem Kommentar über die Ephemeriden stamme und man dies Strattis zuordnen könne, da er in der Suda als ein Autor über die Ephemeriden genannt wird. Dies ist letztlich reine Spekulation, ebenso wie jede andere Vermutung über den Umfang und den Charakter der verlorenen Werke des Strattis.
Das Problem beginnt bereits damit, dass die Existenz der Ephemeriden Alexanders (wohl in Form eines Hoftagebuchs) seit langer Zeit umstritten ist. Doch wenngleich ihre einstige Existenz durchaus für wahrscheinlich gehalten werden kann, ist ihr Charakter unbekannt. Insofern mag Strattis einen Kommentar über die Ephemeriden verfasst haben. Ebenso kann es sich aber auch um eine literarische Bearbeitung gehandelt haben. Alles Weitere entzieht sich unserer Kenntnis. Unklar bleibt dann, wie er an das Material gelangt ist.
Allerdings kann auf Grundlage des Eintrags in der Suda angenommen werden, dass Strattis durchaus als Alexanderhistoriker eingeschätzt werden kann. Denn wenn es zutreffend sein sollte, dass Strattis auch ein Werk nicht über das Leben, sondern den Tod Alexanders verfasst hat, so mag man über den diesbezüglichen Sinn spekulieren. Nun hat Ephippos von Olynth ebenfalls ein Werk über den Tod Alexanders verfasst. Über dieses Werk ist bekannt, dass Ephippos stark gegen Alexander polemisierte und ihn als halbwahnsinnigen und trunksüchtigen Tyrannen beschrieb. Dass nun ein weiterer Autor, ebenfalls aus Olynth stammend, ein weiteres Werk über den Tod Alexanders verfasst haben soll, erscheint als merkwürdiger Zufall. Eventuell, so eine Überlegung, liegt ein Fehler in der Suda vor. Allerdings würde das nicht die beiden anderen Werke erklären, die Strattis in der Suda zugeschrieben werden. Sollte sich also Strattis doch in einem Werk mit den Ephemeriden und in einem anderen mit Alexanders Tod beschäftigt haben, so zeigt das zumindest sein starkes Interesse an Alexander. Eventuell ist sein Werk über den Tod Alexanders als eine Entgegnung zu dem polemischen Werk des Ephippos zu verstehen, wenn denn Strattis nach Ephippos schrieb und nicht vor ihm. In diesem Fall wird Strattis kaum Ephippos gefolgt sein (oder, wenn Strattis zuerst schrieb, Ephippos ihm), vielmehr dürfte er Alexander eher positiv geschildert haben, wenngleich auch dies Spekulation bleiben muss. Der Althistoriker Richard Laqueur stellte denn auch fest, dass wir „im Grunde nichts“ über Strattis wissen.